# 横州
横州（おうしゅう）は、中国にかつて存在した州。唐代から民国初年にかけて、現在の広西チワン族自治区横州市一帯に設置された。

## 概要
621年（武徳4年）、唐が蕭銑を滅ぼすと、隋の鬱林郡寧浦県の地に簡州が置かれた。簡州は寧浦・楽山・蒙沢・淳風・嶺山の5県を管轄した。623年（武徳6年）、簡州は南簡州と改称された。634年（貞観8年）、南簡州は横州と改称された。742年（天宝元年）、横州は寧浦郡と改称された。758年（乾元元年）、寧浦郡は横州の称にもどされた。横州は嶺南道の邕管十州に属し、寧浦・従化・楽山の3県を管轄した。
宋のとき、横州は広南西路に属し、寧浦・永定の2県を管轄した。
1277年（至元14年）、元により横州に安撫司が置かれた。1279年（至元16年）、横州安撫司は横州路総管府と改められた。元貞初年、横州路は横州の称にもどされた。横州は湖広等処行中書省に属し、寧浦・永淳の2県を管轄した。
1369年（洪武2年）、明により州治の寧浦県が廃止された。1377年（洪武10年）、横州は横県に降格した。1380年（洪武13年）、横県は横州に再び昇格した。横州は南寧府に属し、永淳県を管轄した。
清のとき、横州は南寧府に属し、属県を持たない散州となった。
1913年、中華民国により横州は廃止され、横県と改められた。